# Мистерије у серији Изгубљени
Кроз серију Изгубљени се провлачи неколико научно-фантастичних или натприродних појава.

## Бројеви
Кроз серију се често провлаче бројеви 4, 8, 15, 16, 23 и 42, у низу или појединачно, као и њихов збир 108 и производ 7.418.880. Бројеви се, појединачно или у разним комбинацијама, такође појављују у различитим приликама.
Низ ових бројева:
- Емитује се радио сигналом радио са торња на острву, који је и довео Русо и њену екипу на острво,
- Леонард Симс, пацијент у душевној болници, их стално понавља (Харли их је чуо од њега)[1],
- Харли је са овим бројевима добио премију на лутрији,
- Урезани су на отвор Станице 3: Лабуд,
- Појављује се на медицинским бочицама,
- Представља шифру која треба да се унесе у рачунар, у Станици 3: Лабуд, сваких 108 минута.

Авион којим су Изгубљени летели:
- летели су летом 815 Океаник ерлајнса (8-15),
- за тај лет ушли су на Улаз 23 (23),
- седишта у авиону[2]:
  - 23A Џек
  - 42F Ана Лусија
- на авиону се десио квар у 4:16 поподне (4-16).

У Станици 3: Лабуд:
- Треба редовно да се уноси у рачунар шифра 4815162342 (4-8-15-16-23-42),
- шифра се мора укуцавати сваких 108 минута (108),

Остало: 
- Полицијска кола која су, у епизоди 2.20: Два за понети[3], била у потери за Кејт, на себи носе ознаке 15, 16, 23 и 42 (15-16-23-42),
- Производ ових бројева (7.418.880) појављује се на рачунару у виду поруке ">/ 7418880 Примећена електромагнетска аномалија" (7.418.880),
- Локов отац шаље Локу новац на сандуче 1516 (15-16),
- Харли одседа у хотелској соби 23 (23), итд.

## Црни дим
То је огромни облак црног дима који предстевља сигурносни систем острва.

## Статуа
У епизоди Живи с неким, умри сам, Сајид, Јин и Син са брода виде остатак огромне статуе на обали острва: велико четворопрсто стопало, поломљено у висини глежња.

## Шапути
Неколико пута су се у серији чули тајанствени шапати који долазе из џунгле и који често најављују Друге.